# Rukkirahu
Rukkirahu – niewielka wyspa należąca do Estonii położona na morzu Bałtyckim, w cieśninie Väinameri około 5 kilometrów na zachód od wsi Rohuküla. Ma powierzchnię 9,1 ha. Administracyjnie należy do gminy Ridala. Na wyspie znajduje się latarnia morska wybudowana w 1940 r.